# Хајлемаријам Десалењ
Хајлемаријам Десалењ (амх. ኃይለማሪያም ደሳለኝ; Болосо Соре, 19. јул 1965) етиопски је политичар и бивши премијер Етиопије од 2012. до 2018. године. Дана 27. јануара 2013. преузео је једногодишњи мандат председника Афричке уније.

## Биографија
Рођен је 1965. године на југу Етиопије, у етничкој групи Волајта. Дипломирао је 1988. године на Универзитету у Адис Абеби. После тога је радио као асистент на Универзитету Арба Минч. Након две године је стекао право на стипендију у Техничком универзитету у Тампереу (Финска) где је магистрирао на пољу санитационог инжењеринга. Након повратка у Етиопију, био је декан Универзитета Арба Минч 13 година.
Крајем 1990-их озбиљно се укључио у политику, делујући у владајућем Етиопском народном револуционарном демократском фронту (ЕНРДФ). Од новембра 2001. до марта 2006. године био је гувернер Региона јужних нација, националности и народа, након чега је био промакнут на функцију заменика тадашњег председника владе Мелеса Зенавија, од септембра 2010. за заменика председника ЕНРДФ-а, од октобра 2010. је био министар спољних послова. Тако је од октобра 2010. вршио две министарске функције.
Након смрти дугогодишњег премијера Етиопије, Мелеса Зенавија, 20. августа 2012. године, Десалењ је постао вршилац дужности премијера. Од 21. септембра 2012. је службено постао нови премијер Етиопије.